# Construction durable
 (avril 2009).
Si vous disposez d'ouvrages ou d'articles de référence ou si vous connaissez des sites web de qualité traitant du thème abordé ici, merci de compléter l'article en donnant les références utiles à sa vérifiabilité et en les liant à la section « Notes et références ».
 (avril 2014).
L'écoconstruction ou construction durable est la création, la restauration, la rénovation ou la réhabilitation d'un bâtiment en lui permettant de respecter au mieux l'écologie à chaque étape de la construction, et plus tard, de son utilisation (chauffage, consommation d'énergie, rejet des divers flux : eau, déchets). Cette notion, apparue à la fin des années 1940 cherche aussi à intégrer le plus respectueusement possible le bâti dans le milieu naturel en utilisant au mieux des ressources peu transformées, locales, saines, et dans le milieu urbain, de travail ou rural en favorisant les liens sociaux.
Une écoconstruction vise à consommer peu d'énergie pour le chauffage et l'eau chaude. Sa conception bioclimatique et la composition de ses parois lui permettent de consommer le moins possible d'énergies d'appoint, optimisant les apports solaires, les déphasages et une ventilation bien dimensionnée.
Notons qu'une maison BBC (bâtiment basse consommation) ou HQE (haute qualité environnementale) n'est pas forcément écoconstruite : elle peut être isolée en laine de verre ce qui augmente nettement son coût en énergie grise, et peut diminuer son efficacité d'isolation en été.
Une écoconstruction bien réalisée tendrait à stocker ses surplus d'énergie produits pendant les périodes creuse afin de pouvoir les utiliser lors des pics de consommation.

## Histoire
L'écoconstruction est née il y a plus de cinquante ans, à la fois de la crise pétrolière et de l'apparition du syndrome du bâtiment malade : réduire la dépendance aux énergies fossiles et créer des intérieurs qui ne rendent pas malade.
Elle compte parmi ses prédécesseurs la baubiologie, doctrine mise au point en Allemagne en 1969 par Anton Schneider au sein de l'Institut de Baubiologie et d'Écologie de Neubeuern. Elle s’est ensuite développée fortement entre 1973 et les années 1980, puis réapparue fortement depuis 1995. Ces années d'expérimentations ont porté essentiellement sur l'habitat, individuel ou groupé, car testaient des matières et des mises en œuvre pas toujours normées, y compris les plus traditionnelles comme le pisé, la paille, la brique de terre crue…
Depuis 1994 et la création en France de l'association HQE (HQE étant une marque déposée), l'approche environnementale a pu être institutionnalisée dans des programmes de construction de tailles moyennes et grandes. C’est avant tout une démarche volontaire, qui vise à atteindre certaines cibles parmi les quatorze listées dans le référentiel HQE. Il existe un référentiel HQE pour les bâtiments tertiaires, le maître d'ouvrage choisit de l'appliquer ou non, et pour le logement elle est traduite sous l'intitulé « Habitat et Environnement », certification mise en place par Qualitel. Le peu d'adhésion à la démarche HQE parmi les PME et artisans (qui constituent l’essentiel du tissu d’entreprises de la construction en France) freine le développement de cette démarche parfois jugée trop formaliste et pas assez intégrée.
Dans les régions Provence-Alpes-Côte d'Azur et Occitanie, la démarche Bâtiments durables méditerranéens, portée par l'association EnvirobatBDM, propose depuis 2008 un référentiel d'écoconstruction faisant l'objet d'évaluations publiques suivant les règles d'un système de garantie participatif.

## La construction durable, une démarche intégrée
Impliquer toute la chaine des acteurs de la construction, dès l’amont du projet de construction (phase programmation et conception) en suivant les étapes de la mise en travaux puis en vérifiant la pertinence des options retenues et la qualité de leur mise en œuvre lors de la phase d’utilisation par les habitants et usagers, caractérise l'approche intégrée de toute démarche de « construction durable ».
C’est ainsi qu’une approche par coût global d’un projet est privilégiée par rapport au coût à la livraison. Cette approche économique intègre non seulement les postes d’investissement traditionnels (tels que : coût de conception, de pilotage, de construction) mais également les coûts de charges de fonctionnement de maintenance et de déconstruction. La valorisation des énergies utilisant les ressources naturelles permettant de se rapprocher des bâtiments de type habitat passif (qui consomment très peu d'énergie) ainsi que l'emploi de matériaux à faible énergie grise constituent également des thèmes prioritaires à satisfaire.
Construire durable est aussi une philosophie cohérente avec la formule « Penser global et agir local ». En effet, l’impact social de tels programmes doit prendre en compte les réalités sociales et économiques d’un bassin d’emploi (formation professionnelle initiale et continue, innovation sociale et entrepreneuriale) et même les réalités culturelles (style de vie, identité architecturale d’une région, traditions locales).

## Natures d'ouvrages
Les ouvrages concernés par la « construction durable » peuvent être de différentes tailles, allant de la maison individuelle à un projet immobilier complexe où peuvent se côtoyer : Locaux tertiaires, bâtiments publics, logement collectifs, aménagement d'écoquartiers et même des implantations industrielles illustrant les politiques conjointes de développement durable d'un territoire et d'une entreprise.
Une démarche de « construction durable » peut aussi bien concerner des chantiers de réhabilitation que des chantiers neufs. À l'étape de la construction, certains matériaux d'un projet de « construction durable » peuvent être plus chers par rapport à un projet conventionnel, lors de l'utilisation de techniques de pointe, ou bien, réellement moins cher, comme dans le cas de la maison en paille qui réemploi des matériaux locaux vendus à faible coût et favorise le circuit court.
Le budget d'investissement, plus élevé surtout si on intègre des technologies, peut s'avérer moins élevé si le projet est bien conçu. Et quand ce surcoût concerne le bilan énergétique (étude thermique poussée, capteurs solaires, régulation, chaudière performante ou poêle de masse…), la différence s’inverse en quelques années (de 5 à 10 ans) par les économies d’énergies, de maintenance et d’entretien générées.
Ce type de construction apporte généralement un meilleur confort thermique et hygrothermique et un impact positif sur la santé des usagers et habitants du fait de l'emploi de composants et matériaux moins toxiques.

## Matériaux et équipements écologiques
Ces constructions utilisent des matériaux de construction et d'isolation écologiques tels que les pierres, la brique de terre crue, le chanvre, la paille (voir maison en paille), la fibre de bois, la laine de mouton, la ouate de cellulose…
L'emploi de matériaux dont les matières premières incorporent beaucoup d'énergie d'extraction, de fabrication ou de transport, est à éviter le plus possible. Sans oublier, bien sûr, la construction à ossature bois, dont le bois est, de préférence, issu de la filière labellisée (PEFC pour les bois européens et FSC pour les bois tropicaux) pour la gestion durable des forêts et apporte une réponse concrète et quantifiable dans la lutte contre le réchauffement climatique. Pour améliorer davantage l'isolation, il est également possible d'utiliser une toiture végétale ou bien un mur végétalisé.
En plus de l'économie d'énergie obtenue par une bonne isolation, l'utilisation d'énergies renouvelables et naturelles comme l'énergie solaire passive, les panneaux photovoltaïques, les chauffe-eau solaires, les éoliennes, l'énergie hydraulique (turbine hydraulique, les moulins à eau), et toutes les énergies issues de la biomasse, telles que le bois, le biogaz, le compostage…  permettent également de réduire l'empreinte écologique.
Les écoconstructions peuvent également chercher à intégrer des systèmes de traitement des déchets (phytoépuration, lagunage, composteur, toilettes sèches…) et de récupération d'eau pluviale, participant ainsi à l'amélioration de la résilience écologique autour de la bâtisse.

## Santé et sécurité dans les habitats durables
Les bâtiments durables, en particulier dans le secteur locatif, visent à minimiser les impacts environnementaux tout en assurant la santé et la sécurité des occupants. Cette approche intégrée répond aux défis posés par les changements climatiques et par l'évolution des normes de qualité de vie.
L’un des enjeux majeurs des habitats durables est d’assurer un environnement intérieur sain. Les matériaux utilisés, tels que les peintures et isolants sans composés organiques volatils (COV), permettent de limiter les risques pour la santé, notamment les maladies respiratoires et les allergies. Une bonne ventilation, naturelle ou assistée, est essentielle pour réduire l'humidité et prévenir la formation de moisissures, particulièrement dans les régions sujettes à des climats humides .
Cependant, face à l'intensification des événements climatiques extrêmes, tels que les inondations ou les tempêtes, les habitats durables intègrent des éléments de conception résistants. Par exemple, l'utilisation de matériaux robustes et de fondations adaptées contribue à réduire les risques d’effondrement ou de dégradation. De plus, l’installation de systèmes d'alerte précoce et de dispositifs d'évacuation renforce la sécurité des occupants .
Les habitats durables offrent un confort thermique optimisé grâce à des systèmes d’isolation avancés et des technologies passives, comme les murs végétalisés ou les toitures réfléchissantes . Ces solutions réduisent les impacts des vagues de chaleur, limitant ainsi les risques de déshydratation ou de coup de chaleur, notamment pour les populations vulnérables comme les personnes âgées ou les enfants.
De nombreux projets démontrent les bénéfices des habitats durables en matière de santé et de sécurité. Par exemple, les bâtiments certifiés Passivhaus en Europe combinent efficacité énergétique et qualité de l’air . En France, les logements sociaux labellisés HQE (Haute Qualité Environnementale) sont conçus pour répondre aux exigences sanitaires et climatiques croissantes .

## Perspectives

### Cas de la France
En 2006, le secteur de la construction était responsable de 23 % des émissions totales de CO2 en France, ce qui en fait la troisième source d’émission derrière les transports (34 %) et l'industrie manufacturière (24 %). Les pouvoirs publics et l'ensemble des acteurs de la construction se sont mobilisés localement ces dernières années pour mettre en place des politiques de Construction Durable afin de réduire de façon significative les atteintes à l'environnement des ouvrages déjà bâtis et à bâtir. Ces atteintes ne concernent pas que la combustion des énergies fossiles, elles concernent aussi la prédation des matières premières : l'avenir du bâtiment passe par la possibilité de réemploi des matériaux de déconstruction, ce qui nécessite qu'ils ne soient plus considérés comme déchets. De nombreux pays ont intégré cette dimension de réutilisation : les matériaux récupérés s'appellent alors « matières premières secondaires » et peuvent servir à construire de nouveau. Le recyclage nécessite de nouveau une transformation, des énergies, des transports…
En juin 1990 est créé le label Haute qualité environnementale, normalisant des critères d'écoconstruction.
L'écoconstruction en France a avancé depuis 15 ans grâce aux expérimentations militantes des auto-constructeurs qui testent et démontrent qu'il n'y a pas que le parpaing, la laine minérale et le polystyrène. Ce sont les réseaux associatifs qui animent la construction paille (réseau Compaillons), le béton de chanvre (chanvrière de l'Aube), et les réseaux professionnels comme réseaux Écobatir en France, Bâtir Sain en Île-de-France, ECHOBAT Développement dans l'ouest de la France, Le Gabion en région PACA, Areso et Atouterre dans le Sud-Ouest, Oikos en Rhône-Alpes, Empreinte, Approche-ecohabitat, Coherence et Bruded en Bretagne, ARPE en Basse Normandie, Envirobat dans le Sud-Est.
Mais aussi des stages et des formations diplômantes par les membres de la Fédération Éco-construire comme Le Gabion, Oikos, le CRFP écoconstruction PACA, etc.
Les établissements publics d'aménagement participent à la mise en œuvre de l'écoconstruction. C'est notamment le cas de l'établissement public d'aménagement de Sénart (EPA Sénart) qui a mis l'écodéveloppement comme axe stratégique de développement de la ville nouvelle dans le cadre du contrat de développement territorial signé le 19 décembre 2013 qui s'est accompagné du lancement d'un réseau, animé par une liste de discussion et un site internet, pour promouvoir une démarche de cluster mobilisant les acteurs publics, privés et de la société civile, à toutes les étapes de la filière.
La France, en adoptant en juin 2009 les recommandations de la table ronde no 1 du Grenelle de l'Environnement a ouvert l'accès aux prêts à taux zéro pour soutenir l'investissement par des incitations fiscales afin de faciliter une approche écoresponsable de la construction. D'autre part, L'Union européenne comme les régions sont engagées à soutenir cette filière par de nombreuses initiatives et moyens coordonnés : centres de ressources et d'information, pôle de compétitivité dont certains ont pour vocation de soutenir des initiatives de « construction durable » par l'économie solidaire.
Après la RT 2012, la RT 2020 est envisagée, qui devrait mettre en œuvre, le concept de bâtiment à énergie positive (BEPOS). Elle est préparée par un « groupe de travail sur la RT 2020 » (devenu RBR 2020, RBR signifiant « Règlementation pour un bâtiment responsable ») au sein du Plan Bâtiment Durable français.

### Cas en Belgique / Wallonie
Depuis 2003, un cluster rassemble l'ensemble des professionnels du secteur de l'écoconstruction. Le « Cluster éco-construction » reconnu comme cluster par la Région wallonne depuis octobre 2007 (par décret), est ainsi un réseau dynamique rassemblant plus de 270 experts et professionnels de la construction. Le cluster éco-construction, rassemble l'ensemble des professionnels de Wallonie.
Par ailleurs, les membres du cluster se sont engagés à respecter une charte qui intègre les différents principes de base de  l'écoconstruction.(www.ecoconstruction.be). Depuis 2010, grâce à l'impulsion du Cluster éco-construction, la Wallonie est devenue productrice de matériaux biosourcés. La paille, l'argile, le bois, le chanvre sont devenus des secteurs phares du secteur. Plusieurs entrepreneurs ont investi dans de nouvelles unités de production performantes.
Le fait d'être membre du Cluster éco-construction s'assimile à une forme de labellisation. En effet, pour être membre du Cluster, un processus drastique de candidature est d'application. Il ne suffit pas de payer sa cotisation pour en être membre mais le candidat souhaitant être membre doit répondre à une série de conditions dont le Conseil d'Administration en est le garant.

## Autres pistes
- Le cohabitat préconise l’esprit de collaboration des villages traditionnels, l’utilisation durable des ressources naturelles et le partage de biens communs (écovillages danois ou néerlandais)
- La coopérative d'habitation est une forme de société immobilière fondée sur le principe de la coopération et proposant un modèle de gestion équitable et démocratique (une personne une voix) permettant de détacher le nombre de parts et les surfaces habitées. Les coopératives d'habitants existent couramment en Suisse, Belgique, Pays-Bas, Allemagne, Québec, mais c'est un statut juridique qui n'existe plus en France depuis son interdiction pas la loi Chalandon de 1973.

## Normes et labels
En Allemagne
- Passivhaus : énergie seulement.
- DGNB Zertifikat (de) : énergie et qualité environnementale.

En Amérique du Nord
- Leadership in Energy and Environmental Design (LEED) : énergie et qualité environnementale.
- Living Building Institute : constructions vivantes.
- Pearl[10] : écoconstruction et qualité environnement

En France
- Bâtiment de basse consommation (BBC) : énergie seulement.
- Effinergie - énergie seulement.
- Haute performance énergétique (HPE) : énergie seulement.
- Haute qualité environnementale (HQE) : énergie et gestion du cycle de vie.
- Bâtiments durables méditerranéens (BDM) : énergie et qualité environnementale

Au Royaume-Uni
- Building Research Establishment Environmental Assessment Method (BREEAM) : énergie et qualité environnementale.
- Code for Sustainable Homes[11] : énergie et qualité environnementale.

En Suisse
- Minergie : énergie seulement à niveau BBC.
- Minergie-P : énergie seulement à niveau maison passive.
- Minergie-Eco : qualité environnementale.
- Minergie P Eco : énergie à niveau maison passive et qualité environnementale.

En Belgique
- Valideo [12]: construction durable

En Asie
- Comprehensive Assessment System for Built Environment Efficiency (CASBEE) (en) : énergie et qualité environnementale
- BEAM plus [13] : écoconstruction et qualité environnementale

En Australie
- Green Star (en)[14] : qualité énergétique et de confort

## Avantages
Faire construire une maison bois BBC ouvre droit à certains avantages financiers. Voici ceux du label BBC-Effinergie, à titre d'exemple :
- crédit d’impôt
- abondement du prêt à taux zéro
- exonération de taxe foncière
- subventions pour la mise en place d’énergies renouvelables
- extension du coefficient d'occupation des sols.